# Sebastião de São Paulo
Sebastião de São Paulo, O.F.M. (Viseu, ca. 1647 – São Tomé, 7 de dezembro de 1689), foi um frei franciscano provavelmente capuchinho e prelado português da Igreja Católica, que foi bispo de São Tomé.

## Biografia
Era natural de Viseu, nascido antes de 1647. Era professo da Província de Santo António, mestre em artes, leitor em teologia e qualificador do Santo Ofício.
Foi confirmado como bispo de São Tomé pelo Papa Inocêncio XI em consistório de 9 de junho de 1687.
Partiu para as ilhas em 1689, após conseguir esmolas para ir para a Sé, pois tinha feito votos de pobreza e não tinha meios próprios para a viagem. Morreu após 6 meses na Sé, em 7 de dezembro de 1689.